# Čunkova Draga
Čunkova Draga je naseljeno mjesto u Republici Hrvatskoj u Zagrebačkoj županiji. 

## Zemljopis
Administrativno je u sastavu općine Krašić. Naselje se proteže na površini od 1,30 km².

## Stanovništvo
Prema popisu stanovništva iz 2001. godine u Čunkovoj Dragi žive 33 stanovnika i to u 13 kućanstava. Gustoća naseljenosti iznosi 25,38 st./km².
| broj stanovnika | 70    | 90    | 94    | 121   | 109   | 95    | 99    | 83    | 88    | 84    | 84    | 74    | 59    | 54    | 33    | 24    | 15    |
|                 | 1857. | 1869. | 1880. | 1890. | 1900. | 1910. | 1921. | 1931. | 1948. | 1953. | 1961. | 1971. | 1981. | 1991. | 2001. | 2011. | 2021. |